# Mustapha Heddane
Mustapha Heddane, né le 13 avril 1947, est un footballeur algérien devenu entraîneur,, notamment de l'équipe nationale algérienne,.

## Palmarès

### En tant qu'entraîneur
- Champion d'Algérie en 1998 avec l'USM El Harrach
- Vainqueur de la Coupe d'Algérie en 1997 avec l'USM Alger